# Гбови, Лейма
Ле́йма Роберта Гбо́ви (англ. Leymah Roberta Gbowee; род. 1 февраля 1972 года) — либерийская активистка-миротворец, лауреат Нобелевской премии мира за 2011 год совместно с Тавакуль Карман и Элен Джонсон-Серлиф «за ненасильственную борьбу за безопасность женщин и за права женщин на полноправное участие в построении мира».

## Биография
Лейма Гбови родилась в центральной Либерии. В возрасте 17 лет, когда разразилась Первая гражданская война, она переехала в столицу страны, Монровию. За время войны она обучалась психологии и работала с детьми, участвовавшими в военных действиях. Она пришла к выводу о том, что «только матерям по силам добиться изменений в обществе». Она сама является матерью шестерых детей.
В 2002 году Гбови, во время второй гражданской войны в Либерии, в то время работавшая социальным работником, организовала массовое движение либерийских женщин за мир (англ.). Оно началось с небольшой группы женщин, молящихся и поющих на рыбном рынке. Со временем в движение вовлекалось всё больше христианок и мусульманок Монровии. Под руководством Гбови движению удалось добиться встречи с действующим тогда президентом Либерии Чарльзом Тейлором и добиться от него обещания присутствовать на мирных переговорах в Гане.
Гбови возглавила делегацию женщин Либерии в Гане, целью которой было оказание давления на воюющие стороны. Одной из акций делегации был молчаливый протест за стенами президентского дворца в Аккре. Также протесты включали «сексуальную забастовку» (способ миротворчества, описанный в комедии Аристофана «Лисистрата»). Когда её попытались задержать во время акции протеста, то она пригрозила публично раздеться догола (что в западноафриканской культуре является страшным проклятием) и эта угроза подействовала — её не стали задерживать.
Лейма Гбови совместно с Комфортой Фримен организовали движение WIPNET (англ. Women in Peacebuilding Network, «Женщины в Построении Мира») и выпустили обращение к президенту:

В прошлом мы были безмолвны, но убийствами, изнасилованиями, бесчеловечным обращением, болезнями и уничтожением наших детей и семей война научила нас тому, что будущее стоит за словами «НЕТ» насилию и «ДА» миру! Мы не отступим, пока мир не восторжествует.
Оригинальный текст (англ.)In the past we were silent, but after being killed, raped, dehumanized, and infected with diseases, and watching our children and families destroyed, war has taught us that the future lies in saying NO to violence and YES to peace! We will not relent until peace prevails.

Официальным символом движения стали белые футболки, цвет которых символизирует мир. Движению удалось провести несколько успешных переговоров по достижению мира с представителями различных правительств.
Усилиями их движения в 2003 году вторая гражданская война в Либерии была окончена, и президентом страны была избрана Элен Джонсон-Серлиф, первая женщина-президент в истории Африки.
Лейма Гбови имеет степень магистра гуманитарных наук (M.A.) по специальности «разрешение конфликтов», полученную в Восточном Меннонитском Университете в Виргинии. Она является исполнительным директором «Африканского женского объединения по миру и безопасности», расположенного в Аккре в Гане. В 2008 году о ней был снят документальный фильм «Загони дьявола обратно в ад».

## Награды
- 2007 — Голубая лента от Гарвардского института государственного управления им. Джона Ф. Кеннеди
- 2009 — Премия Грубера за права женщин
- 2009 — Премия «Профили мужества»[10]
- 2011 — Нобелевская премия мира совместно с Тавакуль Карман и Элен Джонсон-Серлиф